# Альборта, Марио
Ма́рио Альбо́рта (исп. Mario Alborta; 19 сентября 1910, Ла-Пас — 1 января 1976) — боливийский футболист, нападающий, участник ЧЮА 1926, ЧЮА 1927 и чемпионата мира 1930 года.

## Карьера

### Клубная
Марио Альборта играл за клуб «Боливар».

### В сборной
В сборной Альборта дебютировал на чемпионате Южной Америки 1926, который состоялся в Сантьяго. Провёл 4 матча, голов не забил. Через год вновь участвовал в турнире, местом проведения которого стала Лима. Марио отличился в матче против сборной Аргентины. Однако все матчи турнира, включая этот, были боливийцами проиграны.
На чемпионате мира 1930 года Альборта выходил на поле в играх против Югославии и Бразилии, но не сумел помочь своей команде добиться хотя бы ничьей.
| Матчи и голы Марио Альборты за сборную Боливии | Матчи и голы Марио Альборты за сборную Боливии | Матчи и голы Марио Альборты за сборную Боливии | Матчи и голы Марио Альборты за сборную Боливии | Матчи и голы Марио Альборты за сборную Боливии | Матчи и голы Марио Альборты за сборную Боливии | Матчи и голы Марио Альборты за сборную Боливии |
| ---------------------------------------------- | ---------------------------------------------- | ---------------------------------------------- | ---------------------------------------------- | ---------------------------------------------- | ---------------------------------------------- | ---------------------------------------------- |
| №                                              | Дата                                           | Место проведения                               | Соперник                                       | Счёт                                           | Голы                                           | Турнир                                         |
| 1                                              | 12 октября 1926                                | Сантьяго, Чили                                 | Чили                                           | 1:7                                            | -                                              | Чемпионат Южной Америки по футболу 1926        |
| 2                                              | 16 октября 1926                                | Сантьяго, Чили                                 | Аргентина                                      | 0:5                                            | -                                              | Чемпионат Южной Америки по футболу 1926        |
| 3                                              | 23 октября 1926                                | Сантьяго, Чили                                 | Парагвай                                       | 1:6                                            | -                                              | Чемпионат Южной Америки по футболу 1926        |
| 4                                              | 28 октября 1926                                | Сантьяго, Чили                                 | Уругвай                                        | 0:6                                            | -                                              | Чемпионат Южной Америки по футболу 1926        |
| 5                                              | 30 октября 1927                                | Лима, Перу                                     | Аргентина                                      | 1:7                                            | 1                                              | Чемпионат Южной Америки по футболу 1927        |
| 6                                              | 6 ноября 1927                                  | Лима, Перу                                     | Уругвай                                        | 0:9                                            | -                                              | Чемпионат Южной Америки по футболу 1927        |
| 7                                              | 13 ноября 1927                                 | Лима, Перу                                     | Перу                                           | 2:3                                            | -                                              | Чемпионат Южной Америки по футболу 1927        |
| 8                                              | 17 июля 1930                                   | Монтевидео, Уругвай                            | Югославия                                      | 0:4                                            | -                                              | Чемпионат мира 1930                            |
| 9                                              | 20 июля 1930                                   | Монтевидео, Уругвай                            | Бразилия                                       | 0:4                                            | -                                              | Чемпионат мира 1930                            |

Итого: 9 матчей / 1 гол; 0 побед, 0 ничьих, 9 поражений.